# Alpha Ethniki 1987-1988
L'Alpha Ethniki 1987-1988 è stata la 52ª edizione della massima serie del campionato greco di calcio, disputato tra il 6 settembre 1987 e il 15 maggio 1988 e concluso con la vittoria del Larissa, al suo primo titolo.
Capocannoniere del torneo è stato Henrik Nielsen (AEK Atene) con 21 reti.

## Stagione

### Formula
Come nella stagione precedente le squadre partecipanti furono 16 e disputarono un girone di andata e ritorno per un totale di 30 partite.
Le ultime tre classificate furono retrocesse in Beta Ethniki.
Il punteggio prevedeva due punti per la vittoria, uno per il pareggio e nessuno per la sconfitta.
Le squadre ammesse alle coppe europee furono quattro: i campioni alla Coppa dei Campioni 1988-1989, la vincitrice della coppa nazionale alla Coppa delle Coppe 1988-1989 e seconda e terza classificata alla Coppa UEFA 1988-1989.

### Avvenimenti
Vincendo le prime sei gare, fra cui lo scontro con i campioni in carica dell'Olympiacos), il Larissa andò subito in vetta: inizialmente fu l'OFI Creta a tallonare la capolista, poi emerse l'AEK Atene che, nel girone di ritorno, ridusse lo svantaggio sino ad arrivare a -2 alla vigilia dello scontro diretto.
Grazie a una vittoria per 2-0, il Larissa poté compiere un passo significativo verso il titolo ma, pochi giorni dopo, il giocatore Georgi Tsingov risultò positivo a un controllo antidoping, in quanto furono rinvenute tracce di un farmaco a base di codeina nel sangue del giocatore. Penalizzato di quei quattro punti che costituivano il vantaggio acquisito nei confronti della seconda, il Larissa richiese la revoca della sanzione per l'assenza di prove sui vantaggi fisici che il farmaco, utilizzato dal giocatore per curare un'influenza, avrebbe arrecato. Pesantemente contestata anche dalla tifoseria, che giunse a bloccare per qualche giorno la circolazione sulle principali arterie autostradali, la federazione annullò il verdetto, ripristinando il vantaggio del Larissa sull'AEK Atene. A quel punto il Larissa poté riprendere la marcia verso il titolo, ottenuto grazie a una vittoria interna contro l'Īraklīs alla penultima giornata: si tratta del primo caso di squadra campione di Grecia con sede diversa da Atene e Salonicco.
Nel frattempo l'AEK Atene si era assicurato il proprio posto in zona UEFA, seguito all'ultima giornata da un PAOK che tenne a distanza l'OFI Creta grazie al pareggio interno contro un Larissa senza obiettivi da raggiungere.
Sempre all'ultima giornata furono definiti i verdetti in zona retrocessione, con il debuttante Levadeiakos che sorpassò in extremis il GAS Veria e il Panserraïkos. Chiuse la classifica il Panachaïkī che, per aver schierato un giocatore squalificato nell'incontro-salvezza contro il Panserraikos della penultima giornata, si vide commutata la vittoria per 4-2 in una sconfitta per 2-0 e la penalizzazione di un punto.

## Squadre partecipanti
| Club            | Stagione | Città      | Stadio                   | Stagione precedente        |
| --------------- | -------- | ---------- | ------------------------ | -------------------------- |
| AEK Atene       | dettagli | Atene      | Stadio Olimpico di Atene | 7º posto in Alpha Ethniki  |
| Apollōn Smyrnīs | dettagli | Atene      | Stadio Georgios Kamaras  | 12º posto in Alpha Ethniki |
| Arīs Salonicco  | dettagli | Salonicco  | Harilaou Stadion         | 11º posto in Alpha Ethniki |
| Diagoras        | dettagli | Rodi       | Stadio Diagoras          | 13º posto in Alpha Ethniki |
| Ethnikos Pireo  | dettagli | Il Pireo   | Stadio Elliniko          | 10º posto in Alpha Ethniki |
| Īraklīs         | dettagli | Salonicco  | Stadio Kaftantzoglio     | 6º posto in Alpha Ethniki  |
| Larissa         | dettagli | Larissa    | Stadio Alcazar           | 8º posto in Alpha Ethniki  |
| Levadeiakos     | dettagli | Livadia    | Stadio di Livadia        | 3º posto in Beta Ethniki   |
| OFI Creta       | dettagli | Candia     | Stadio Pankritio         | 3º posto in Alpha Ethniki  |
| Olympiacos      | dettagli | Il Pireo   | Stadio Karaiskákis       | Campione di Grecia         |
| Panachaïkī      | dettagli | Patrasso   | Stadio Pampeloponnisiako | 1º posto in Beta Ethniki   |
| Panathīnaïkos   | dettagli | Atene      | Stadio Olimpico di Atene | 2º posto in Alpha Ethniki  |
| Paniōnios       | dettagli | Nea Smyrnī | Stadio Nea Smyrnis       | 4º posto in Alpha Ethniki  |
| Panserraïkos    | dettagli | Serres     | Stadio Serrès            | 2º posto in Beta Ethniki   |
| PAOK            | dettagli | Salonicco  | Stadio Toumpa            | 5º posto in Alpha Ethniki  |
| GAS Veria       | dettagli | Veria      | Stadio di Veria          | 9º posto in Alpha Ethniki  |

## Allenatori e primatisti
| Squadra         | Allenatore | Calciatore più presente                                           | Cannoniere                              |
| --------------- | --- | ----------------------------------------------------------------- | --------------------------------------- |
| AEK Atene       | Todor Veselinović | Jiorgos Peppes (30)                                               | Henrik Nielsen (21)                     |
| Apollōn Smyrnīs | Antonis Georgiadis | Fotis Savvakis (29)                                               | Rade Paprica (6)                        |
| Aris Salonicco  | Gerd Prokop | Vassilis Dimitriadis (29)                                         | Vassilis Dimitriadis (12)               |
| Diagoras        | Erich Hof (1ª-3ª) Christos Archontidis (4ª-30ª) | Nikolaos Grigoriadis (29)                                         | Giannis Kampouris, Jiorgos Kostikos (6) |
| Ethnikos Pireo  | Petr Packert | Giannis Antonopoulos (29)                                         | Panagiotis Kottidis (8)                 |
| Īraklīs         | Kostas Aidiniou (1ª-3ª) Grigoris Fanaras (4ª) Nikos Alefantos (5ª-13ª) Grigoris Fanaras (14ª-16ª) Agne Simonsson (17ª-30ª)                                    | Savvas Kōfidīs, Anastasios Lefkopoulos, Pagonis Vakalopoulos (29) | Sakis Anastasiadis (10)                 |
| Larissa         | Jacek Gmoch (1ª-29ª) Horacio Moráles (30ª) | Vasilis Karapialis, Michalis Ziogas (30)                          | Michalis Ziogas (16)                    |
| Levadeiakos     | Kostas Polychroniou (1ª-10ª) Telis Mbatakis (11ª-30ª) | Dimos Kavouras, Michalis Bletsas (29)                             | Dimos Kavouras (12)                     |
| OFI Creta       | Eugène Gerards | Grigoris Charalambidis (30)                                       | Jiannis Samaras (10)                    |
| Olympiakos      | Alketas Panagoulias (1ª-7ª) Pavlos Grigoriadis (8ª-10ª) Thijs Libregts (11ª-18ª) Pavlos Grigoriadis (19ª-30ª)                                                 | Stratos Apostolakīs (27)                                          | Sakis Moustakidis (10)                  |
| Panachaïkī      | Andreas Michalopoulo (1ª-5ª) Panos Markovits (6ª-30ª) | Theodoros Andriopoulos (29)                                       | Theodoros Andriopoulos (3)              |
| Panathīnaïkos   | Vassilis Daniil (1ª-14ª) Jiannis Kalogeras (15ª-16ª) Gunder Bengtsson (17ª-30ª)                                                                               | Lysandros Geōrgamlīs, Kostas Mavridis (27)                        | Christos Dimopoulos (11)                |
| Paniōnios       | Urbain Braems | Davorin Juričić (30)                                              | Davorin Juričić (7)                     |
| Panserraïkos    | Vladimír Táborský (1ª-9ª) Jiannis Tsikos (10ª) Andreas Michalopoulos (11ª-14ª) Jiannis Tsikos (15ª-16ª) Takis Illiadis (17ª-24ª) Christos Nalbantis (25ª-30ª) | Ilias Savvidis (29)                                               | Ilias Savvidis (7)                      |
| PAOK            | Thijs Libregts (1ª-10ª) Michalis Mbellis (11ª-30ª) | Giannis Gitsioudis (28)                                           | Paul Bannon, Stefanos Borbokis (9)      |
| Veria           | Telis Mbatakis (1ª-9ª) Michalis Nousias (10ª) Vladimír Táborský (11ª-30ª)                                                                                     | Alexīs Alexandrīs (30)                                            | Alexīs Alexandrīs (7)                   |

## Classifica finale
|  | Pos. | Squadra          | Pt | G  | V  | N  | P  | GF | GS | DR  |
|  | ---- | ---------------- | -- | -- | -- | -- | -- | -- | -- | --- |
|  | 1.   | Larissa          | 43 | 30 | 18 | 7  | 5  | 51 | 22 | +29 |
|  | 2.   | AEK Atene        | 40 | 30 | 15 | 10 | 5  | 51 | 31 | +20 |
|  | 3.   | PAOK             | 39 | 30 | 17 | 5  | 8  | 60 | 27 | +33 |
|  | 4.   | OFI Creta        | 37 | 30 | 17 | 3  | 10 | 54 | 41 | +13 |
|  | 5.   | Panathīnaïkos    | 36 | 30 | 15 | 6  | 9  | 47 | 34 | +13 |
|  | 6.   | Īraklīs          | 34 | 30 | 13 | 8  | 9  | 42 | 32 | +10 |
|  | 7.   | Ethnikos Pireo   | 32 | 30 | 12 | 8  | 10 | 27 | 28 | -1  |
|  | 8.   | Olympiacos       | 31 | 30 | 9  | 13 | 8  | 39 | 41 | -2  |
|  | 9.   | Arīs Salonicco   | 27 | 30 | 11 | 5  | 14 | 39 | 41 | -2  |
|  | 10.  | Paniōnios        | 26 | 30 | 8  | 10 | 12 | 32 | 34 | -2  |
|  | 11.  | Apollōn Smyrnīs  | 24 | 30 | 7  | 10 | 13 | 23 | 39 | -16 |
|  | 12.  | Diagoras         | 23 | 30 | 7  | 9  | 14 | 25 | 38 | -13 |
|  | 13.  | Levadeiakos      | 23 | 30 | 7  | 9  | 14 | 32 | 46 | -14 |
|  | 14.  | GAS Veria        | 23 | 30 | 7  | 9  | 14 | 24 | 53 | -29 |
|  | 15.  | Panserraïkos     | 21 | 30 | 8  | 5  | 17 | 24 | 42 | -18 |
|  | 16.  | Panachaïkī (- 1) | 20 | 30 | 7  | 7  | 16 | 32 | 53 | -21 |

      Campione di Grecia e qualificata in Coppa dei Campioni 1988-1989
      Qualificata in Coppa delle Coppe 1988-1989
      Qualificate in Coppa UEFA 1988-1989
      Retrocesse in Beta Ethniki 1988-1989
Note:
Due punti a vittoria, uno a pareggio, zero a sconfitta.
Panachaiki penalizzato di un punto per aver schierato un giocatore in condizioni non regolari nell'incontro col Panserraikos della ventottesima giornata

### Squadra campione
| Formazione tipo | Giocatori (presenze)       |
| --- | -------------------------- |
| Michail Galitsios Mītsimponas Agorogiannis Kolomitrousis Alexoulis Tsiōlīs Voutyritsas Karapialis Valaoras Ziogas | Christos Michail (29)      |
| Michail Galitsios Mītsimponas Agorogiannis Kolomitrousis Alexoulis Tsiōlīs Voutyritsas Karapialis Valaoras Ziogas | Giōrgos Mītsimponas (25)   |
| Michail Galitsios Mītsimponas Agorogiannis Kolomitrousis Alexoulis Tsiōlīs Voutyritsas Karapialis Valaoras Ziogas | Giannis Galitsios (23)     |
| Michail Galitsios Mītsimponas Agorogiannis Kolomitrousis Alexoulis Tsiōlīs Voutyritsas Karapialis Valaoras Ziogas | Giōrgos Agorogiannīs (26)  |
| Michail Galitsios Mītsimponas Agorogiannis Kolomitrousis Alexoulis Tsiōlīs Voutyritsas Karapialis Valaoras Ziogas | Kostas Kolomitrousis (27)  |
| Michail Galitsios Mītsimponas Agorogiannis Kolomitrousis Alexoulis Tsiōlīs Voutyritsas Karapialis Valaoras Ziogas | Ioannis Alexoulis (28)     |
| Michail Galitsios Mītsimponas Agorogiannis Kolomitrousis Alexoulis Tsiōlīs Voutyritsas Karapialis Valaoras Ziogas | Sakīs Tsiōlīs (28)         |
| Michail Galitsios Mītsimponas Agorogiannis Kolomitrousis Alexoulis Tsiōlīs Voutyritsas Karapialis Valaoras Ziogas | Theodoros Voutyritsas (28) |
| Michail Galitsios Mītsimponas Agorogiannis Kolomitrousis Alexoulis Tsiōlīs Voutyritsas Karapialis Valaoras Ziogas | Giannis Valaoras (27)      |
| Michail Galitsios Mītsimponas Agorogiannis Kolomitrousis Alexoulis Tsiōlīs Voutyritsas Karapialis Valaoras Ziogas | Vasilis Karapialis (30)    |
| Michail Galitsios Mītsimponas Agorogiannis Kolomitrousis Alexoulis Tsiōlīs Voutyritsas Karapialis Valaoras Ziogas | Michalis Ziogas (30)       |
| Altri giocatori: Vaios Athanasiou (27), Georgi Tsingov (11), Kanieba Malouma (7), Giorgios Papantoniou (7), Nikolaos Kakanoulias (6), Konstantinos Tsiavalias (6), Hristos Tsiliakos (3), Georgios Kolovos (2), Theodoros Kyriakoulis (1), Vangelis Nasiakos (1). |                            |

## Statistiche

### Capoliste solitarie
|    | —— | —— | ——      | —— | —— | —— | —— | —— | ——  | ——  | ——  | ——  | ——  | ——  | ——  | ——  | ——  | ——  | ——  | ——  | ——  | ——  | ——  | ——  | ——  | ——  | ——  | ——  | ——  | —— |  |
|    |    |    | Larissa |    |    |    |    |    |     |     |     |     |     |     |     |     |     |     |     |     |     |     |     |     |     |     |     |     |     |    |  |
|    |    |    |         |    |    |    |    |    |     |     |     |     |     |     |     |     |     |     |     |     |     |     |     |     |     |     |     |     |     |    |  |
|    |    |    |         |    |    |    |    |    |     |     |     |     |     |     |     |     |     |     |     |     |     |     |     |     |     |     |     |     |     |    |  |
| 1ª | 2ª | 3ª | 4ª      | 5ª | 6ª | 7ª | 8ª | 9ª | 10ª | 11ª | 12ª | 13ª | 14ª | 15ª | 16ª | 17ª | 18ª | 19ª | 20ª | 21ª | 22ª | 23ª | 24ª | 25ª | 26ª | 27ª | 28ª | 29ª | 30ª |    |  |

### Classifica in divenire
| [ 4 ]              | 1ª        | 2ª | 3ª | 4ª | 5ª | 6ª | 7ª | 8ª | 9ª | 10ª | 11ª | 12ª | 13ª | 14ª | 15ª | 16ª | 17ª | 18ª | 19ª | 20ª | 21ª | 22ª | 23ª | 24ª | 25ª | 26ª | 27ª | 28ª | 29ª | 30ª |    |
| ------------------ | --------- | -- | -- | -- | -- | -- | -- | -- | -- | --- | --- | --- | --- | --- | --- | --- | --- | --- | --- | --- | --- | --- | --- | --- | --- | --- | --- | --- | --- | --- | -- |
| [ 4 ]              | AEK Atene | 1  | 3  | 5  | 5  | 7  | 7  | 9  | 11 | 12  | 14  | 15  | 17  | 18  | 20  | 21  | 23  | 25  | 25  | 27  | 28  | 30  | 30  | 32  | 33  | 33  | 35  | 36  | 37  | 39  | 40 |
| Apollon Kalamarias | 0         | 2  | 3  | 4  | 4  | 5  | 5  | 7  | 9  | 11  | 11  | 11  | 12  | 14  | 16  | 18  | 18  | 19  | 19  | 19  | 20  | 21  | 22  | 22  | 24  | 24  | 24  | 24  | 24  | 24  |    |
| Aris Salonicco     | 2         | 4  | 4  | 6  | 6  | 8  | 10 | 10 | 12 | 12  | 13  | 13  | 13  | 13  | 13  | 15  | 15  | 16  | 16  | 18  | 19  | 19  | 20  | 20  | 22  | 22  | 22  | 22  | 24  | 26  |    |
| Diagoras           | 0         | 0  | 0  | 0  | 0  | 2  | 2  | 4  | 4  | 4   | 4   | 6   | 6   | 7   | 9   | 9   | 11  | 13  | 13  | 14  | 14  | 16  | 17  | 19  | 19  | 19  | 20  | 20  | 21  | 23  |    |
| Ethnikos Pireo     | 2         | 4  | 5  | 5  | 7  | 9  | 9  | 10 | 12 | 14  | 16  | 16  | 17  | 17  | 18  | 19  | 21  | 22  | 24  | 25  | 26  | 28  | 28  | 30  | 30  | 32  | 32  | 32  | 32  | 32  |    |
| Iraklis            | 0         | 0  | 1  | 2  | 3  | 3  | 5  | 7  | 9  | 11  | 12  | 12  | 12  | 14  | 15  | 15  | 17  | 19  | 21  | 22  | 23  | 25  | 27  | 29  | 30  | 32  | 33  | 34  | 34  | 34  |    |
| Larissa            | 2         | 4  | 6  | 8  | 10 | 12 | 12 | 14 | 16 | 18  | 20  | 22  | 23  | 23  | 24  | 25  | 27  | 28  | 30  | 30  | 31  | 33  | 35  | 37  | 37  | 39  | 39  | 40  | 42  | 43  |    |
| Levadiakos         | 0         | 0  | 1  | 3  | 4  | 6  | 6  | 6  | 8  | 8   | 9   | 9   | 11  | 11  | 11  | 13  | 13  | 13  | 13  | 14  | 15  | 17  | 18  | 18  | 19  | 19  | 19  | 20  | 21  | 23  |    |
| OFI                | 2         | 2  | 4  | 6  | 6  | 8  | 10 | 12 | 12 | 14  | 16  | 18  | 20  | 20  | 20  | 20  | 22  | 22  | 24  | 26  | 26  | 28  | 28  | 30  | 30  | 32  | 34  | 34  | 35  | 37  |    |
| Olympiakos         | 0         | 0  | 1  | 1  | 2  | 3  | 3  | 4  | 4  | 4   | 5   | 7   | 9   | 10  | 12  | 13  | 13  | 13  | 15  | 16  | 17  | 18  | 20  | 20  | 22  | 24  | 26  | 27  | 29  | 31  |    |
| Panachaiki         | 0         | 0  | 0  | 2  | 3  | 3  | 5  | 5  | 5  | 5   | 5   | 5   | 7   | 9   | 10  | 12  | 12  | 14  | 15  | 17  | 18  | 19  | 19  | 19  | 20  | 20  | 20  | 20  | 20  | 20  |    |
| Panathinaikos      | 2         | 2  | 2  | 4  | 5  | 7  | 9  | 11 | 11 | 13  | 13  | 13  | 14  | 16  | 18  | 18  | 20  | 22  | 22  | 23  | 23  | 24  | 26  | 28  | 30  | 30  | 32  | 33  | 34  | 36  |    |
| Panionios          | 2         | 3  | 4  | 4  | 6  | 6  | 6  | 6  | 7  | 8   | 9   | 11  | 12  | 12  | 13  | 15  | 15  | 17  | 18  | 18  | 20  | 20  | 20  | 21  | 21  | 22  | 24  | 26  | 26  | 26  |    |
| Panserraikos       | 2         | 4  | 6  | 6  | 6  | 6  | 6  | 6  | 6  | 7   | 8   | 8   | 8   | 10  | 12  | 12  | 12  | 12  | 12  | 13  | 14  | 14  | 14  | 14  | 16  | 16  | 17  | 19  | 21  | 21  |    |
| PAOK Salonicco     | 1         | 2  | 4  | 4  | 6  | 6  | 8  | 8  | 10 | 12  | 14  | 16  | 18  | 20  | 21  | 21  | 23  | 23  | 25  | 27  | 29  | 29  | 29  | 30  | 30  | 32  | 34  | 36  | 37  | 39  |    |
| Veria              | 0         | 2  | 2  | 4  | 5  | 7  | 7  | 7  | 9  | 11  | 12  | 12  | 14  | 14  | 14  | 15  | 15  | 17  | 17  | 17  | 18  | 18  | 20  | 20  | 22  | 23  | 23  | 23  | 23  | 23  |    |

### Classifica dei marcatori
| Gol |  |  | Giocatore            | Squadra        |
| --- |  |  | -------------------- | -------------- |
| 21  |  |  | Henrik Nielsen       | AEK Atene      |
| 16  |  |  | Michalis Ziogas      | Larissa        |
| 16  |  |  | Thomas Mavros        | Paniōnios      |
| 12  |  |  | Vassilis Dimitriadis | Arīs Salonicco |
| 15  |  |  | Dimos Kavouras       | Levadeiakos    |
| 11  |  |  | Christos Dimopoulos  | Panathīnaïkos  |
| 10  |  |  | Sakis Anastasiadis   | Īraklīs        |
| 10  |  |  | Sakis Moustakidis    | Olympiacos     |
| 10  |  |  | Jiannis Samaras      | OFI Creta      |